# Gaiety Theatre (New York)
Le Gaiety Theatre fut un théâtre de Broadway situé au 1547 Broadway à Times Square, à Manhattan, New York, de 1909 à 1982, date à laquelle il fut démoli.
L'immeuble de bureaux qui abritait le théâtre, le Gaiety Building, était appelé « Black Tin Pan Alley » en raison du nombre d'auteurs-compositeurs afro-américains qui y louaient des bureaux.
Il a été conçu par Herts & Tallant et appartenait au chef d'orchestre George M. Cohan. Ce théâtre a introduit le concept novateur de l'orchestre en contrebas (la configuration précédente avait l'orchestre au même niveau que les sièges devant la scène) et de ne pas avoir de piliers gênant la vue de puis le balcon.

## Histoire
Le théâtre ouvre ses portes le 4 septembre 1909 avec Fortune Hunter. En 1914, avec Daddy-Long-Legs (en) de Jean Webster connaît le succès, et fait de Ruth Chatterton une star. Son plus grand succès des premières années fut Lightnin' (en), qui fut joué pour 1 291 représentations à partir du 16 août 1918.

### Minsky's
Après 1933, il devient le Minsky Burlesque. On y  voit Ann Corio, Gypsy Rose Lee, et Abbott et Costello.

### Victoria
En 1943, le maire Fiorello La Guardia réprime le burlesque et le théâtre devint le Victoria, qui présente initialement des spectacles de vaudeville, notamment Stepin Fetchit. Il est transformé en salle de cinéma en septembre 1943. En 1944, United Artists loue la salle pour ses projections et en 1949, Edward Durell Stone conçoit une rénovation de l'intérieur qui est étendue à 1 050 places.
Une enseigne publicitaire sur le toit du théâtre empiétait sur le théâtre Astor voisin et était considérée comme la plus grande du monde. Alors qu'à l'origine elle faisait la publicité de films, on s'en souviendra plus tard comme d'une publicité pour Budweiser.

### Embassy 5
En 1980, le théâtre est rebaptisé Embassy 5, étant le cinquième théâtre appartenant à la chaîne Embassy dans le quartier de Times Square. En 1982, c'est l'un des cinq théâtres démolis pour faire place au New York Marriott Marquis Hotel, parmi lesquels on comptait les théâtres Morosco et Astor.

## Black Tin Pan Alley
L'immeuble de bureaux au-dessus du Gaiety était apprécié des compositeurs noirs qui n'étaient pas autorisés à entrer dans le Brill Building. Parmi eux se trouvaient Harry Pace (en), WC Handy, Clarence Williams, Perry Bradford, Bert Williams (en) et Will Vodery (en). Andy Razaf y récupérait son courrier.

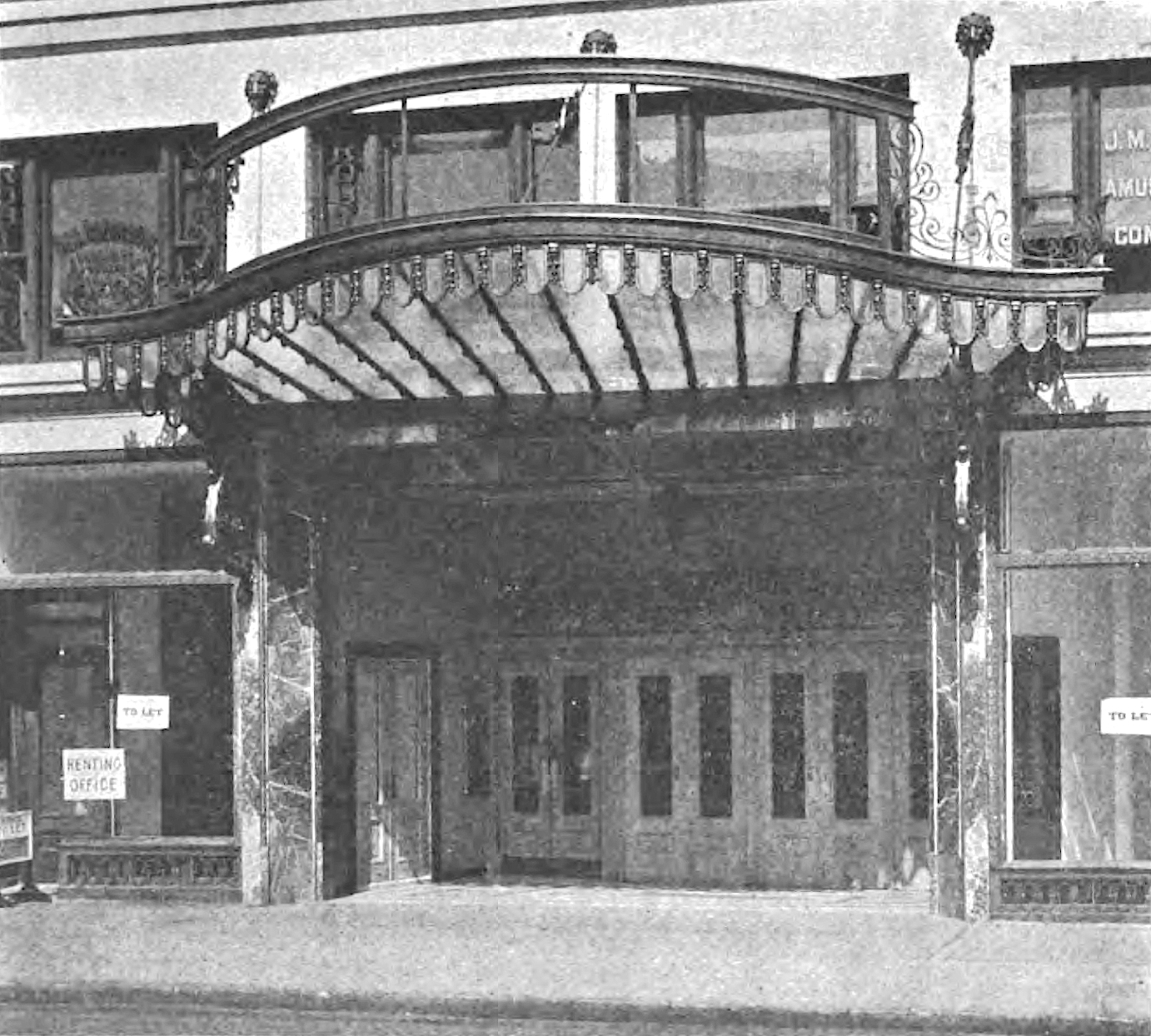
Entrée par le Gaiety Building, 1908.
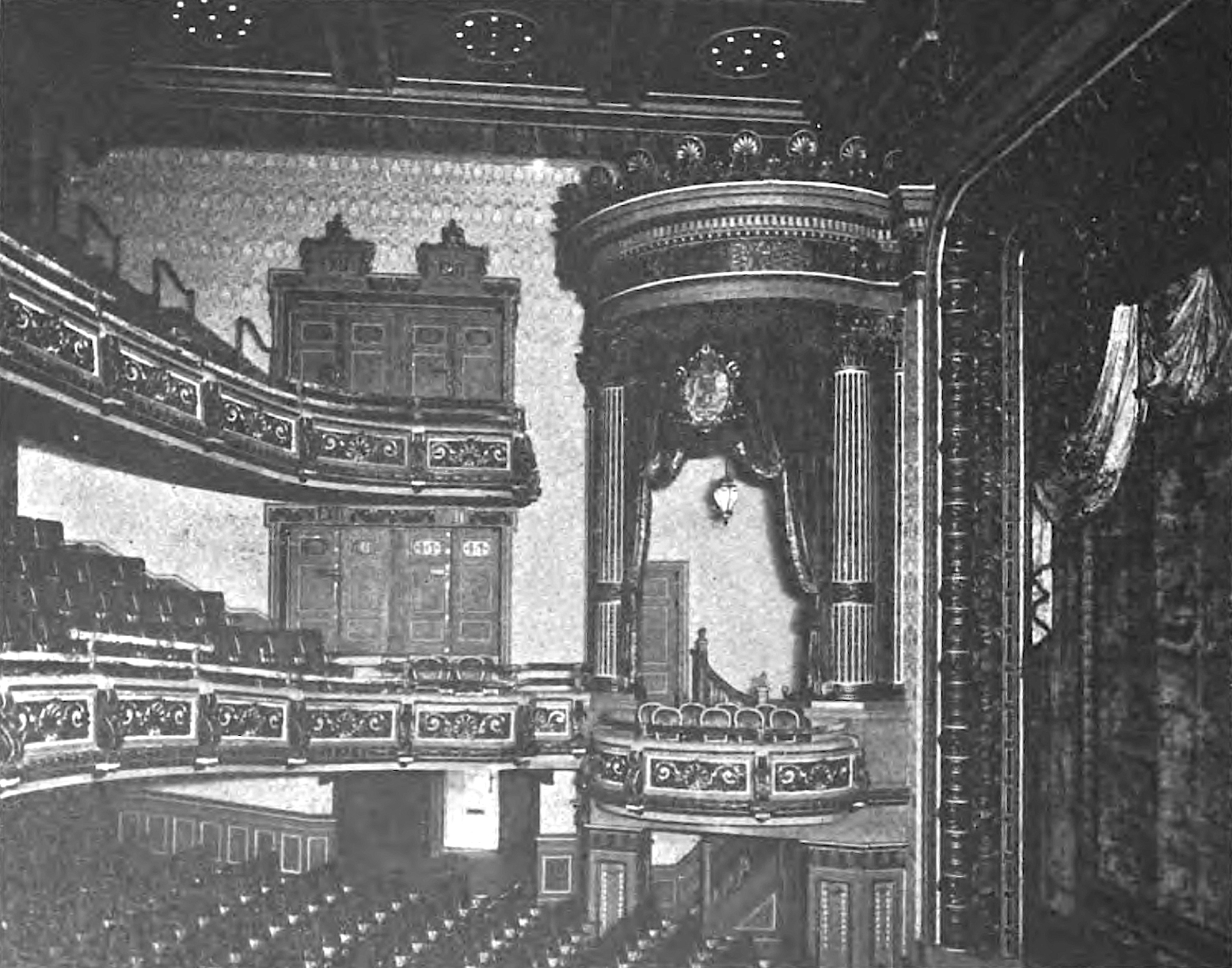
Intérieur, 1908.
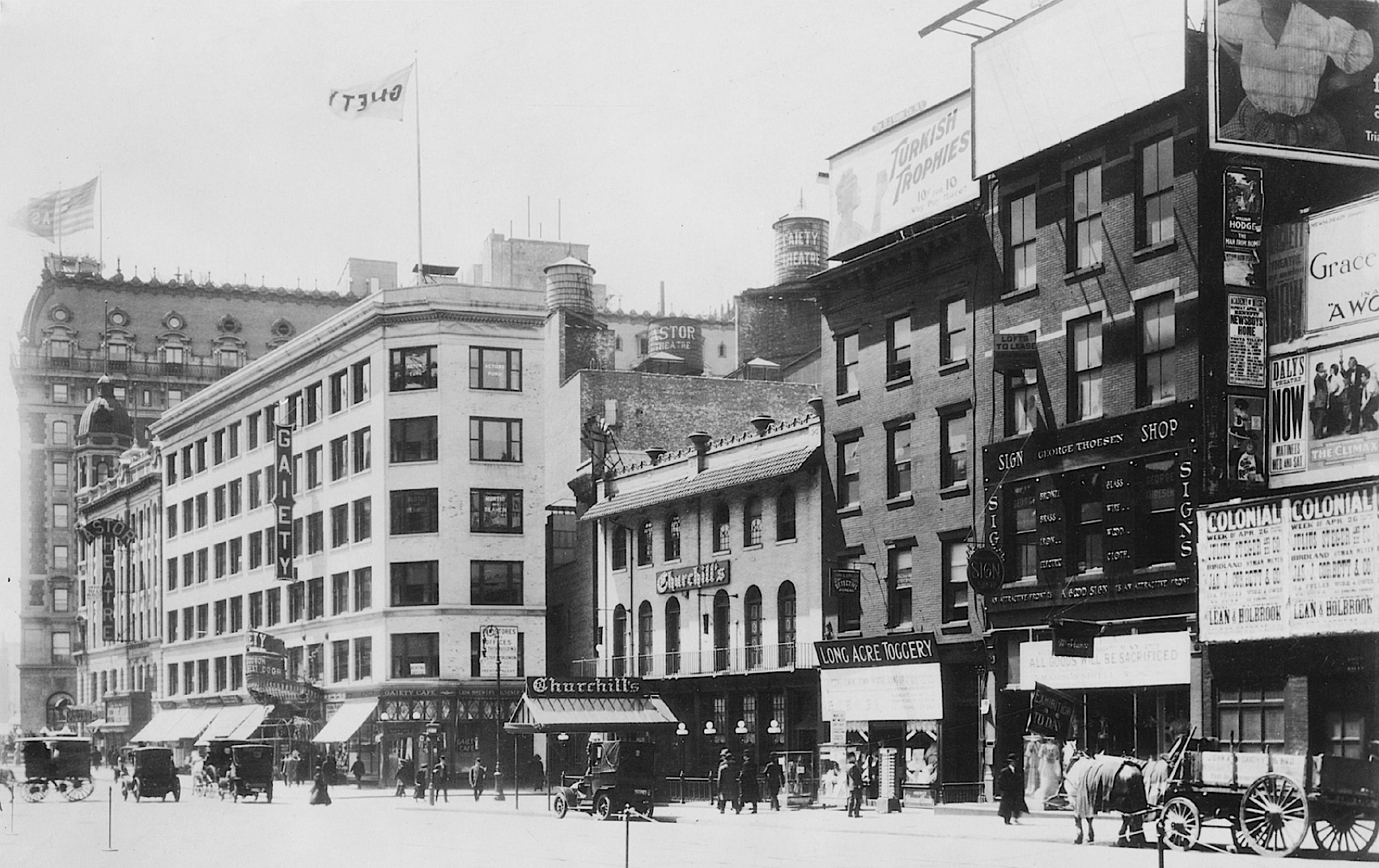
Broadway, 1909 ; une entrée du Gaiety Theater est visible en bas du Gaiety Building, une enseigne annonce la pièce The House Next Door.